# Jodometrisk titrering
Jodometrisk titrering eller jodometri, är en typ av redoxtitrering där halten jod I2 fastställs genom att titrera joden tillsammans med en lösning tiosulfatjoner S2O32−. Under denna titreringsreaktion bildas jodidjoner och tetrationatjoner. 
{\displaystyle I_{2}+2S_{2}O_{3}^{2-}\longrightarrow S_{4}O_{6}^{2-}+2I^{-}}
Jodometri involverar indirekt titrering av jod som frigörs genom reaktion med analyten, medan jodimetri involverar direkt titrering med jod som titrering.
Redoxtitrering med natriumtiosulfat, Na2S2O3 (vanligtvis) som reduktionsmedel kallas jodometrisk titrering eftersom det används specifikt för att titrera jod. Jodometrisk titrering är en allmän metod för att bestämma koncentrationen av ett oxidationsmedel i lösning. I en jodometrisk titrering används en stärkelselösning som en indikator eftersom den kan absorbera den I2 som frigörs, vilket visuellt anger ett positivt jod-stärkelsetest med en djupblå nyans. Denna absorption gör att lösningen ändrar färg från djupblå till ljusgul när den titreras med standardiserad tiosulfatlösning. Detta anger slutpunkten för titreringen. Jodometri används vanligtvis för att analysera koncentrationen av oxidationsmedel i vattenprover, som syremättnad i ekologiska studier eller aktivt klor i poolvattenanalys.

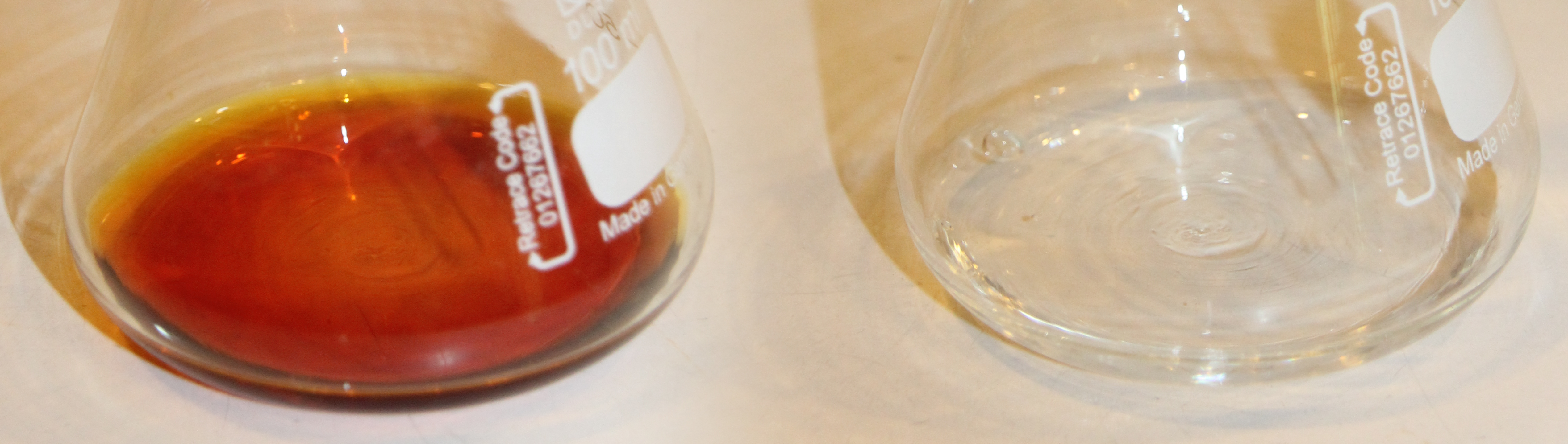
Färg på jodometrisk titreringsblandning före (vänster) och efter (höger) slutpunkten

## Grundprinciper
Till en känd provvolym tillsätts ett överskott men känd mängd I- som oxidationsmedlet sedan oxiderar till I2. I2 löser sig i den jodidhaltiga lösningen för att ge trijodidjoner (I3-), som har en mörkbrun färg. Trijodidjonlösningen titreras sedan mot standardtiosulfatlösning för att ge jodid igen med användning av stärkelseindikator:
{\displaystyle {\ce {I3^{-}+ 2 e- <-> 3 I-}}} (E0 = +0,54 V)
Tillsammans med reduktionspotential för tiosulfat:
{\displaystyle {\ce {S4O6^{2-}+ 2 e- <-> 2 S2O3^{2-}}}} (E0 = +0,08 V)
Den övergripande reaktionen är alltså:
{\displaystyle {\ce {I3- + 2 S2O3^{2-}-> S4O6^{2-}+ 3 I-}}} (Ereaction = +0,46 V)
För enkelhetens skull kommer formlerna vanligtvis att skrivas i termer av vattenhaltig molekylär jod snarare än trijodidjonen, eftersom jodidjonen inte deltog i reaktionen i termer av molförhållandeanalys. Försvinnandet av den djupblå färgen är, på grund av nedbrytningen av jod-stärkelseklatratet, ekvivalenspunkten.
Det använda reduktionsmedlet behöver inte nödvändigtvis vara tiosulfat; tennklorid, sulfiter, sulfider, arsenik(III) och antimon(III)salter är vanliga alternativ vid pH över 8.
Vid lågt pH kan följande reaktion inträffa med tiosulfat:
{\displaystyle {\ce {S2O3^{2-}+ 2 H+ -> SO2 + S + H2O}}}
Vissa reaktioner som involverar vissa reduktionsmedel är reversibla vid ett visst pH, därför bör pH i provlösningen noggrant justeras innan analysen utförs. Till exempel reaktionen:
{\displaystyle {\ce {H3AsO3 + I2 + H2O -> H3AsO4 + 2 H+ + 2 I-}}}
är reversibel vid pH under 4.
Jods flyktighet är också en felkälla för titreringen, vilket effektivt kan förhindras genom att se till att ett överskott av jodid finns och kyla titreringsblandningen. Starkt ljus, nitrit och kopparjoner katalyserar omvandlingen av jodid till jod, så dessa bör avlägsnas innan jodid tillsätts till provet.
För långvariga titreringar rekommenderas det att tillsätta torris till titreringsblandningen för att tränga undan luft från Erlenmeyerkolven för att förhindra luftoxidation av jodid till jod. Standardjodlösning framställs av kaliumjodat och kaliumjodid, som båda är primära standarder:
{\displaystyle {\ce {IO3- + 8 I- + 6 H+ -> 3 I3- + 3 H2O}}}
Jod i organiska lösningsmedel, såsom dietyleter och koltetraklorid, kan titreras mot natriumtiosulfat löst i aceton.

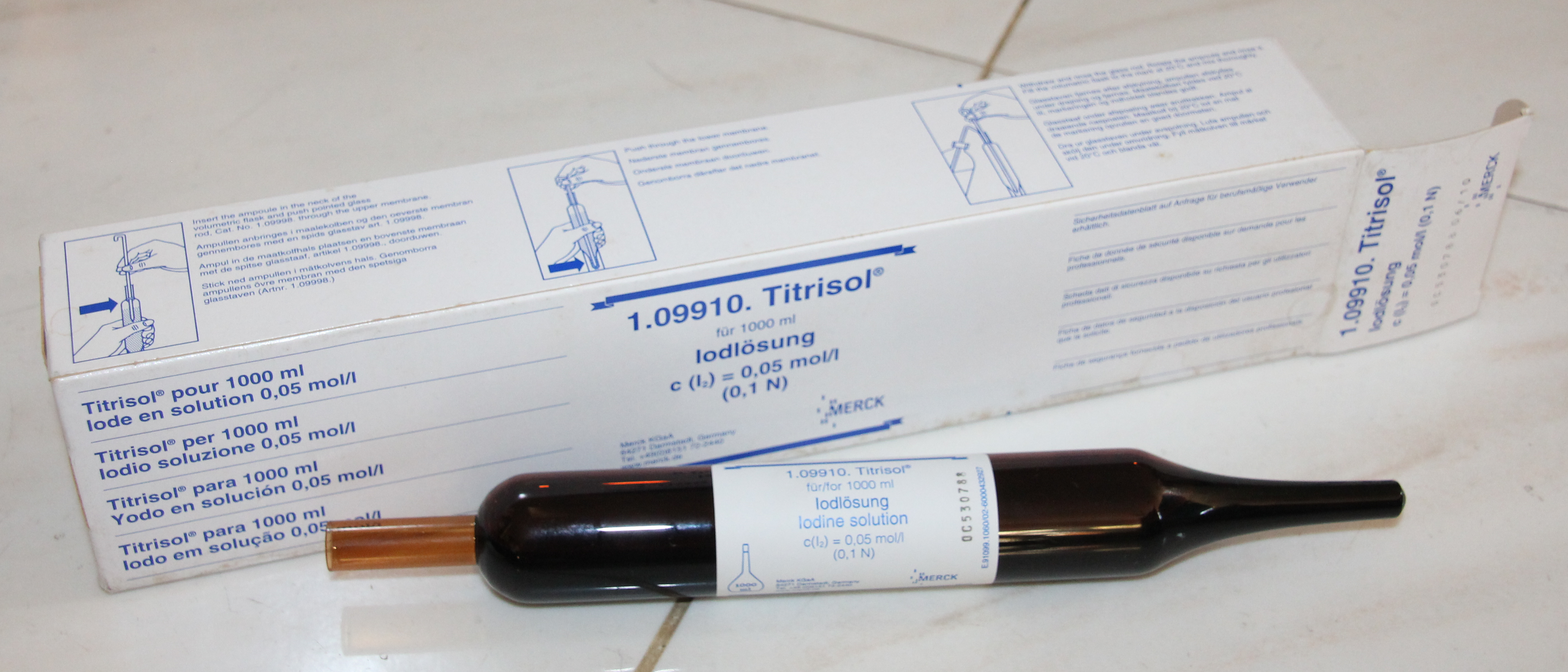
Jodstandardlösning, förseglad i en ampull för jodometrisk analys.

## Tillämpningar
Jodometri i dess många variationer är mycket användbar vid volymetrisk analys. Exempel är bestämning av koppar(II), klorat, väteperoxid och löst syre:
{\displaystyle {\ce {2 Cu^{2-}+ 4 I^{-}-> 2 CuI + I2}}}
{\displaystyle {\ce {6 H+ + ClO3- + 6 I- -> 3 I2 + Cl- + 3 H2O}}}
{\displaystyle {\ce {2 H+ + H2O2 + 2 I- -> I2 + 2 H2O}}}
{\displaystyle {\ce {2 H2O + 4 Mn(OH)2 + O2 -> 4 Mn(OH)3}}}
{\displaystyle {\ce {2 Mn^{3-}+ 2 I- -> I2 + 2 Mn(2+)}}}
Tillgängligt klor avser klor som frigörs genom inverkan av utspädda syror på hypoklorit. Jodometri används vanligtvis för att bestämma den aktiva mängden hypoklorit i blekmedel som är skälet till dess blekningsverkan. I denna metod tillsätts överskott men känd mängd jodid till känd provvolym, där endast den aktiva (elektrofila) kan oxidera jodid till jod. Jodhalten och därmed halten aktivt klor kan bestämmas med jodometri.
Bestämningen av arsenik(V)-föreningar är det omvända till standardiseringen av jodlösning med natriumarsenit, där en känd överskottsmängd jodid tillsätts till provet:
{\displaystyle {\ce {As2O5 + 4 H+ + 4 I- <-> As2O3 + 2 I2 + 2 H2O}}}
För analys av antimon(V)-föreningar tillsätts en del vinsyra för att solubilisera antimon(III)-produkten.

### Bestämning av vätesulfiter och sulfiter
Sulfiter och vätesulfiter reducerar lätt jod i surt medium till jodid. När en utspädd överskottsmängd standardjodlösning tillsätts till känd provvolym, minskar svavelsyran och närvarande sulfiter jod kvantitativt:
{\displaystyle {\ce {SO3^{2-}+ I2 + H2O -> SO4^{2-}+ 2 H+ + 2 I-}}}
{\displaystyle {\ce {HSO3- + I2 + H2O -> SO4^{2-}+ 3H^{+}+2 I-}}}
+
(Denna tillämpning används för jodimetrititrering eftersom här jod används direkt)

### Bestämning av sulfider och vätesulider
Även om sulfidhalten i provet kan bestämmas direkt enligt beskrivningen för sulfiter, är resultaten ofta dåliga och felaktiga. En bättre, alternativ metod med högre noggrannhet är tillgänglig, som innebär tillsats av överskott med känd volym av standardlösning av natriumarsenit till provet, under vilken arseniktrisulfid fälls ut:
{\displaystyle {\ce {As2O3 + 3 H2S -> As2S3 + 3 H2O}}}
Överskottet av arseniktrioxid bestäms sedan genom titrering mot standardjodlösning med användning av stärkelseindikator. Observera att för bästa resultat måste sulfidlösningen spädas med sulfidkoncentrationen som inte är högre än 0,01 M.

### Bestämning av hexacyanoferrat (III)
När jodid tillsätts till en lösning av hexacyanoferrat(III) råder följande jämvikt:
{\displaystyle {\ce {2 [Fe(CN)6^{3-}] + 2 I- <-> 2 [Fe(CN)6^{4-}] + I2}}}
Under starkt sur lösning ligger ovanstående jämvikt långt till höger, men är omvänd i nästan neutral lösning. Detta gör analys av hexacyanoferrat(III) besvärlig eftersom jodiden och tiosulfatet sönderdelas i starkt surt medium. För att driva reaktionen till fullbordan kan en överskottsmängd zinksalt tillsättas till reaktionsblandningen som innehåller kaliumjoner, vilket fäller ut hexacyanoferrat(II)jonen kvantitativt:
{\displaystyle {\ce {2 [Fe(CN)6^{3-}] + 2 I- + 2 K+ + 2 Zn^{2+}-> 2 KZn[Fe(CN)6]- + I2}}}+
Utfällningen sker i svagt surt medium och undviker därmed problemet med nedbrytning av jodid och tiosulfat i starkt surt medium, och hexacyanoferrat(III) kan bestämmas med jodometri som vanligt.